# Cheiridium museorum
Cheiridium museorum – gatunek zaleszczotka z rodziny Cheiridiidae. Występuje w Eurazji, Afryce i Ameryce Północnej.

## Taksonomia
Gatunek ten opisany został po raz pierwszy w 1804 roku przez Johanna Hermanna pod nazwą Chelifer nepoides na podstawie okazów z okolic Strasburga. W 1817 roku opisany został niezależnie przez Wiliama Elforda Leacha pod nazwą Chelifer museorum. Miejsce typowe nie jest pewne, jednak przypuszczalnie jest nim Kingsbridge w angielskim hrabstwie Devon. Decyzją Międzynarodowej Komisji Nomenklatury Zoologicznej z 1992 roku za ważną uznaje się późniejszą nazwę wprowadzoną przez Leacha. W 1855 roku Anton Menge przeniósł omawiany gatunek do rodzaju Cheiridium.

## Morfologia
Zaleszczotek ten ma prosomę nakrytą karapaksem o zarysie trójkątnym z wystającymi kątami barkowymi i zaopatrzonym w cucullus. Wyposażony jest w jedną parę oczu wyraźnie odsuniętą od przedniej krawędzi karapaksu. Niektóre tergity i sternity są przynajmniej częściowo podzielone. Szczękoczułki zwieńczone są szczypcami; ich palec ruchomy ma jeden lub dwa ząbki położone przedwierzchołkowo oraz szczecinkę galealną położoną subdystalnie. Nogogłaszczki zaopatrzone są w szczypce, na których palcach znajdują się ujścia gruczołów jadowych. Palec ruchomy nogogłaszczków wyposażony jest w dwa trichobotria. Udo nogogłaszczka nie jest rozszerzone w części nasadowej. Wszystkie cztery pary odnóży krocznych pozbawione są kolców na biodrach.

## Występowanie
Gatunek ten zamieszkuje Palearktykę, Nearktykę i krainę etiopską. W Europie znany jest w Hiszpanii, Irlandii, Wielkiej Brytanii, Francji, Belgii, Luksemburga, Holandii, Niemiec, Szwajcarii, Austrii, Włoch, Danii, Norwegii, Szwecji, Finlandii, Łotwy, Polski, Czech, Słowacji, Węgier, Rumunii, Bułgarii, Chorwacji, Czarnogóry, Grecji i Rosji. Z Azji podawany jest z Turcji, Kirgistanu, Pakistanu oraz Indii. W Afryce stwierdzono jego występowanie w Algierii, DR Kongo, Mozambiku i RPA. W Ameryce Północnej znany jest ze Stanów Zjednoczonych.